# Holothrips hammockensis
Holothrips hammockensis är en insektsart som först beskrevs av Stannard 1956.  Holothrips hammockensis ingår i släktet Holothrips och familjen rörtripsar. Inga underarter finns listade i Catalogue of Life.